# Meus Prêmios Nick 2009
El Meus Premios Nick 2009 Fue la décima edición del Premio Meus Premios Nick. Ocurrió en río de Janeiro, en la Citibank Hall, 3 de septiembre, en São Paulo, en el Credicard Hall, septiembre 10 y transmitida por TV en 24 Sep en 20:00 por Nickelodeon Brasil. Esta edición fue presentada por Julie, Marcelo (Huelga) y Lucas (Fresno).
La premiación llevó a cabo con voto popular en dos fases. La primera fase se produjo desde 22 de junio 13 de julio, con 8 competidores en cada categoría. Y la segunda fase, con 4 concursantes, ganadores de la primera fase de 17 de julio 16 de agosto.

## Ganadores y nominados

### Programa de TV Favorito
| Indicado       | Resultado | País           |
| -------------- | --------- | -------------- |
| Pânico na TV   | Ganadores | Brasil         |
| Hannah Montana | Nominados | Estados Unidos |
| Isa TKM        | Nominados | Venezuela      |
| CQC            | Nominados | Brasil         |

### Atriz Favorita
| Indicado           | Programa           | Resultado | País      |
| ------------------ | ------------------ | --------- | --------- |
| Patrícia Pillar    | A Favorita         | Ganadores | Brasil    |
| Nathália Dill      | Paraíso            | Nominados | Brasil    |
| Micaela Castelotti | Isa TKM            | Nominados | Venezuela |
| Marjorie Estiano   | Caminho das Índias | Nominados | Brasil    |

### Ator Favorito
| Indicado         | Programa           | Resultado | País      |
| ---------------- | ------------------ | --------- | --------- |
| Reinaldo Zavarce | Isa TKM            | Ganadores | Venezuela |
| Cauã Reymond     | A Favorita         | Nominados | Brasil    |
| Rodrigo Lombardi | Caminho das Índias | Nominados | Brasil    |
| Tony Ramos       | Caminho das Índias | Nominados | Brasil    |

### Desenho Favorito
| Indicado             | Resultado | País           |
| -------------------- | --------- | -------------- |
| Bob Esponja          | Ganadores | Estados Unidos |
| Los Padrinos Mágicos | Nominados | Estados Unidos |
| Woody Woodpecker     | Nominados | Estados Unidos |
| Pucca                | Nominados | Estados Unidos |

### Artista Internacional Favorito
| Indicado         | Resultado | País           |
| ---------------- | --------- | -------------- |
| Mc Fly           | Ganadores | Reino Unido    |
| Robert Pattinson | Nominados | Estados Unidos |
| Jonas Brothers   | Nominados | Estados Unidos |
| Miley Cyrus      | Nominados | Estados Unidos |

### Cantor ou Cantora do Ano
| Indicado       | Resultado | País   |
| -------------- | --------- | ------ |
| Cláudia Leitte | Ganadores | Brasil |
| Di Ferrero     | Nominado  | Brasil |
| Ivete Sangalo  | Nominado  | Brasil |
| Lucas Silveira | Nominado  | Brasil |

### Banda Favorita
| Indicado     | Resultado | País   |
| ------------ | --------- | ------ |
| NX Zero      | Ganadores | Brasil |
| Victor e Leo | Nominado  | Brasil |
| Fresno       | Nominado  | Brasil |
| Pitty        | Nominado  | Brasil |

### Música de Año
| Indicado                   | Artista          | Resultado | País   |
| -------------------------- | ---------------- | --------- | ------ |
| "Cartas pra Você"          | NX Zero          | Ganadores | Brasil |
| "Ainda Gosto Dela"         | Skank e Negra Li | Nominado  | Brasil |
| "Versos Simples"           | Chimarruts       | Nominado  | Brasil |
| "Alguém Que Te Faz Sorrir" | Fresno           | Nominado  | Brasil |

### Revelación  Musical
| Indicado          | Resultado | País   |
| ----------------- | --------- | ------ |
| Stevens           | Ganadores | Brasil |
| Isabella Drummond | Nominado  | Brasil |
| Mariana Rios      | Nominado  | Brasil |
| Catch Side        | Nominado  | Brasil |

### Película del Año
| Indicado                               | Resultado | País           |
| -------------------------------------- | --------- | -------------- |
| Crepúsculo                             | Ganadores | Estados Unidos |
| Harry Potter and the Half-Blood Prince | Nominado  | Estados Unidos |
| High School Musical 3: Senior Year     | Nominado  | Estados Unidos |
| Se Eu Fosse Você 2                     | Nominado  | Brasil         |

### Gato do Ano
| Indicado         | Resultado | País      |
| ---------------- | --------- | --------- |
| Rodrigo Hilbert  | Ganadores | Brasil    |
| Di Ferrero       | Nominado  | Brasil    |
| Rodrigo Tavares  | Nominado  | Brasil    |
| Reinaldo Zavarce | Nominado  | Venezuela |

### Gata do Ano
| Indicado                | Resultado | País      |
| ----------------------- | --------- | --------- |
| Juliana Paes            | Ganadores | Brasil    |
| Fiorella Mattheis       | Nominado  | Brasil    |
| María Gabriela de Faría | Nominado  | Venezuela |
| Priscila Pires          | Nominado  | Brasil    |

### Humorista Favorito
| Indicado         | Resultado | País   |
| ---------------- | --------- | ------ |
| Marcelo Adnet    | Ganadores | Brasil |
| Oscar Filho      | Nominado  | Brasil |
| Katiuscia Canoro | Nominado  | Brasil |
| Evandro Santo    | Nominado  | Brasil |

### Atleta Favorito
| Indicado         | Resultado | País   |
| ---------------- | --------- | ------ |
| Kaká             | Ganadores | Brasil |
| Ronaldo Fenômeno | Nominado  | Brasil |
| Marta            | Nominado  | Brasil |
| Alexandre Pato   | Nominado  | Brasil |

### Personalidade de Año
| Indicado       | Resultado | País           |
| -------------- | --------- | -------------- |
| Bob Esponja    | Ganadores | Estados Unidos |
| Barack Obama   | Nominado  | Estados Unidos |
| Britney Spears | Nominado  | Estados Unidos |
| Max Porto      | Nominado  | Brasil         |

### Mundo Web
| Indicado   | Resultado | País           |
| ---------- | --------- | -------------- |
| Orkut      | Ganadores | Estados Unidos |
| Twitter    | Nominado  | Estados Unidos |
| Mundo Nick | Nominado  | Estados Unidos |
| Google     | Nominado  | Estados Unidos |

### VideoGame Favorito
| Indicado                  | Resultado | País           |
| ------------------------- | --------- | -------------- |
| Guitar Hero World Tour    | Ganadores | Estados Unidos |
| Pro Evolution Soccer 2009 | Nominado  | Estados Unidos |
| Mario Kart Wii            | Nominado  | Estados Unidos |
| Super Smash Bros Brawl    | Nominado  | Estados Unidos |

## Premios especiales

### Baño de Slime
| Baño de Slime                    |
| -------------------------------- |
| Lucas Silveira e Rodrigo Tavares |

### Mais Ação Mais Movimento
| Mais Ação Mais Movimento |
| ------------------------ |
| MV Bill                  |

### Melhor Momento dos 10 anos do MPN
| Melhor Momento dos 10 anos do MPN |
| --------------------------------- |
| Slime de Di Ferrero               |

## Sucesiones
| Predecesor: Meus Prêmios Nick 2008 | Meus Premios Nick 2000 | Sucesor: Meus Prêmios Nick 2010 |

- Datos: Q10329371